# Dodona mizunumai
Dodona mizunumai is een vlindersoort uit de familie van de prachtvlinders (Riodinidae), onderfamilie Nemeobiinae.
Dodona mizunumai werd in 1989 beschreven door Hanafusa.